# 木村和久
木村 和久（きむら かずひさ、1959年6月19日 - ）は、日本のコラムニスト、作家である。自称・トレンドウォッチャー。

## 人物・来歴
宮城県石巻市出身。宮城県石巻高等学校を経て、明治学院大学社会学部卒業。
バブル経済全盛期以降、世の中のトレンドを追求。雑誌や新聞で恋愛などについて執筆するほか、ゴルフ、株式取引関係でも長期連載を行う。

## 主著
- 日本流行地帯（1990年、『DIME』連載）
- キムラ総研
- 平成ノ歩キ方 (1) - (4)
- 対極天
- 大人の悦楽講座
- キャバクラの歩き方
- キャバクラの愛し方

## 連載
- 目指せ株ミリオネア! （廣済堂出版『NET M@NEY』連載）
- 木村和久電遊公司（日経BP社『日経クリック』199x年 - 2002年頃）
- わしらやましい探検隊（『週刊アサヒ芸能』連載、とがしやすたか共著）
- ぶらり艶旅（『FLASH』連載、とがしやすたか共著）
- ニューシニアパラダイス（『週刊大衆』連載、弘兼憲史共著）
- ワンダーライン（『ALBA』連載、漫画：高橋のぼる[2]）

## 出演

### テレビ番組
- IKE IKE CLUB （TBS） - 司会
- サラリーマン・アワー 平成のオキテ（名古屋テレビ） - 司会